# 큰꼬리트리오크
큰꼬리트리오크(Dactylopsila megalura)는 주머니하늘다람쥐과에 속하는 유대류의 일종이다. 인도네시아 서파푸아와 파푸아뉴기니에서 발견된다. 자연 서식지는 아열대 또는 열대 기후 지역의 건조림이다.